# Anthony John Arkell
Anthony John Arkell (Hinxhill, 29 juli 1898 - Chelmsford, 26 februari 1980), beter bekend als A.J. Arkell, was een Britse archeoloog en koloniaal bestuurder die bekend stond om zijn werk in Soedan en Egypte.

## Biografie
Anthony John Arkell werd geboren in Hinxhill Rectory, Hinxhill, Kent, Engeland. Hij was de zoon van dominee John Norris en Jessie Arkell (née Bunting). Hij won een studiebeurs voor Bradfield College, waar hij hoofd van de scholierenvertegenwoordiging was. Vervolgens won hij de Jordell-studiebeurs voor de Klassieken van The Queen's College, Oxford. 
Arkell sloot zich in 1916 aan bij het Royal Flying Corps en diende bij het 39th Squadron, nu de Royal Air Force, in de Eerste Wereldoorlog. Op 20 maart 1918 schoot hij met zijn schutter-waarnemer First Air Mechanic Albert Stagg tijdens een nachtpatrouille in hun Bristol F.2 Fighter een Gotha G.V-bommenwerper neer. Hiervoor ontving Arkell het Military Cross en Stagg de Military Medal.
Arkell trad in 1920 toe tot de Sudan Political Service en werd in 1921 benoemd tot assistent-districtscommissaris voor Darfur in Anglo-Egyptisch Soedan. In 1925 verhuisde hij naar Dar Masalit (nu Gharb-Darfur) en werd van 1926 tot 1929 benoemd tot districtscommissaris bij Kosti en later bij Sennar. Tijdens zijn verblijf in Kosti speelde Arkell een belangrijke rol bij het beëindigen van de slavenhandel tussen Soedan en Ethiopië, het arresteren van dealers en het stichten van dorpen voor de bevrijde slaven, die zichzelf "Beni Arkell" noemden, de "Zonen van Arkell". Voor deze humanitaire dienst ontving hij in 1928 de Orde van het Britse Rijk en in 1931 de Orde van de Nijl (4e klasse). Hij was waarnemend gouverneur van de provincie Darfur van 1932 tot 1937. Als districtscommissaris en gouverneur publiceerde hij artikelen in de Sudan Notes and Records over vele onderwerpen, waaronder archeologie, antropologie, aardrijkskunde en wetenschap. 
Tijdens zijn verlof leerde hij onder leiding van Mortimer Wheeler opgravingstechnieken op Britse sites. In 1938 werd hij benoemd tot de eerste commissaris voor Archeologie en Antropologie voor Soedan. Hij speelde een belangrijke rol bij de oprichting van het Nationaal Museum van Oudheden in Khartoem. Hij moedigde Soedanese studenten aan belangstelling te tonen voor hun eigen geschiedenis en archeologie, door hen als regionale inspecteurs aan te stellen bij de Antiquities Service. Er werd ook een systematisch kartering en registratie van sites en vondsten geïmplementeerd. Dit werk hielp later bij de UNESCO-campagne om monumenten uit het stijgende Nassermeer te redden. Het werk werd onderbroken door de Tweede Wereldoorlog, waarin hij van 1940 tot 1944 Chief Transport Officer in Soedan was. 
Zodra hij terugkeerde naar zijn post begonnen de eerste officiële opgravingen, uitgevoerd door de Antiquities Service, op een prehistorische site nabij het burgerziekenhuis van Khartoem en later in Shahinab in 1949, waarbij voor de eerste keer informatie werd onthuld over de Soedanese prehistorie. De opgravingen in Khartoem brachten het bestaan aan het licht van een aardewerkproducerende cultuur die gebruik maakte van als "mesolithisch" beschreven stenen werktuigen, in een periode waarin het klimaat veel natter was. Tijdens de naoorlogse jaren redigeerde hij de Sudan Notes and Records en in 1947 werd hij voorzitter van de Philosophical Society of the Sudan, waarvan hij in 1949 lid voor het leven werd. 
In de loop van zijn carrière kon Arkell verschillende onderzoeken uitvoeren, waarbij hij onder meer het bestaan van enorme ijzerfabrieken in Meroë documenteerde, en de uitgebreide prehistorische culturen van Egypte, met name de Badaricultuur. Hij ging in 1949 met pensioen als commissaris en keerde terug naar Engeland. 
Bij zijn pensionering uit Soedan aanvaardde hij de functie van docent Egyptische archeologie aan het University College London en werd ere-conservator van de Petrie-collectie. Hier nam hij de uitdagende taak op zich om de 800 kratten uit te pakken waarin de collectie tijdens de begindagen van de oorlog haastig was verpakt. In de daaropvolgende veertien jaar pakte hij de collectie uit en sloeg deze op, waarbij hij minstens een derde ervan zelf catalogiseerde. Gedurende deze tijd kreeg hij een dieper inzicht in de geschiedenis van Egypte, met name de predynastische periode, en in samenwerking met zijn student Peter Ucko publiceerde hij in 1965 Review of Predynastic Development in the Nile Valley in Current Anthropology. Hij werd gepromoveerd tot lezer in de Egyptische archeologie in 1953 en ging met pensioen in 1963. Hij had eerder in 1951 A History of the Sudan from the Early Times to 1821 gepubliceerd. In 1953 was hij erelid van het Duitse Archeologische Instituut geworden. In 1955 presenteerde hij een geschiedenis van de provincie Darfur voor de toekenning van de graad van Bachelor of Letters aan de Universiteit van Oxford. Hij was jarenlang commissielid van de Egypt Exploration Society en van 1956 tot 1977 lid van de Council of the Society of Antiquaries. 
In 1960 werd Arkell, na een korte cursus aan het Cuddesdon College, ingewijd. Hij diende als kapelaan in Great Missenden, waar hij van 1960 tot 1963 woonde. Bij zijn pensionering werd hij vicaris van Cuddington en Diton in Buckinghamshire. Hij stierf op 26 februari 1980 in Chelmsford, Essex, op 81-jarige leeftijd.

## Priveleven
A.J. Arkell was twee keer getrouwd, eerst met Dorothy Davidson, met wie hij twee kinderen kreeg, en ten tweede met Joan Margaret Andrews. 
- Bibsys: 90164521
- Bibliothèque nationale de France: cb121254308 (data)
- Catàleg d'autoritats de noms i títols de Catalunya: 981058523877006706
- CiNii: DA06444798
- Gemeinsame Normdatei: 1145347339
- International Standard Name Identifier: 0000 0001 0936 5370
- Library of Congress Control Number: no00041240
- Nationale bibliotheek van Australië: 35008070
- Nationale Bibliotheek van Israël: 987007283558605171
- Nederlandse Thesaurus van Auteursnamen: 069666431
- Réseau des bibliothèques de Suisse occidentale: 02-A002938243
- Istituto Centrale per il Catalogo Unico: PUVV253681
- SNAC: w69b3cvz
- Système universitaire de documentation: 029682584
- Trove: 787828
- Virtual International Authority File: 112467836
- WorldCat: E39PBJvHf4WXVv3MCFMDqYhyh3